# Marie-Elisabeth Denzer
Marie-Elisabeth Denzer (* 1963 in Trier) ist eine ehemalige deutsche Fernseh- und Hörfunkmoderatorin. Seit 2012 ist sie Leiterin der Unternehmenskommunikation beim Energieversorgungsunternehmen VSE AG.

## Leben
Marie Elisabeth-Denzer wurde in Trier geboren und wuchs in Wochern, Perl auf. Nach dem Abitur 1982 studierte sie Germanistik und Neuere Geschichte an der Universität des Saarlandes. Bereits zu dieser Zeit war sie als freie Mitarbeiterin beim Saarländischen Rundfunk tätig. Ab 1986 arbeitete sie als Reporterin für Hörfunk und Fernsehen, unter anderem im damaligen Krisenland Georgien.
Ab 1993 war Denzer beim SR als Hörfunkmoderatorin fest angestellt und kümmerte sich um unterschiedliche Programmpunkte, erstellte Dokumentationen und Berichte über Osteuropa und die GUS. Im August 1998 übernahm sie die Moderation des Aktuellen Berichts, der Hauptnachrichtensendung des Saarländischen Rundfunks. Dort blieb sie bis 2010. Ihre Nachfolgerin wurde Sonja Schäfer-Marx. Denzer blieb zunächst beim SR und kümmerte sich als Programmgruppenleiterin verstärkt um das Ressort „Kultur und Wissenschaft“.
2012 übernahm Denzer den Bereich Unternehmenskommunikation des saarländischen Energieversorgers VSE.